# Campionati europei di ginnastica ritmica 2021
I Campionati europei di ginnastica ritmica 2021 sono stati la 37ª edizione della competizione continentale. Si sono svolti al Palazzo della cultura e dello sport di Varna, in Bulgaria, dal 9 al 13 giugno 2021.

## Paesi Partecipanti
- Armenia
- Austria
- Azerbaigian
- Bosnia ed Erzegovina
- Bielorussia
- Bulgaria
- Croazia
- Cipro
- Rep. Ceca
- Spagna
- Estonia
- Finlandia
- Francia
- Regno Unito
- Georgia
- Germania
- Grecia
- Ungheria
- Israele
- Italia
- Lettonia
- Lituania
- Lussemburgo
- Moldavia
- Macedonia del Nord
- Norvegia
- Polonia
- Portogallo
- Romania
- Russia
- Slovenia
- San Marino
- Serbia
- Svizzera
- Slovacchia
- Turchia
- Ucraina

## Podi
| Evento                    | Oro | Punti   | Argento | Punti   | Bronzo | Punti   |
| ------------------------- | --- | ------- | --- | ------- | --- | ------- |
| Individuale completo      | Arina Averina | 109.100 | Boryana Kaleyn | 107.625 | Dina Averina                                                                                               | 107.325 |
| Cerchio                   | Dina Averina | 28.350  | Linoy Ashram | 27.850  | Anastasiia Salos                                                                                           | 27.650  |
| Palla                     | Dina Averina | 28.850  | Linoy Ashram | 28.600  | Alina Harnasko                                                                                             | 28.500  |
| Clavette                  | Linoy Ashram | 28.500  | Dina Averina | 28.200  | Anastasiia Salos                                                                                           | 27.800  |
| Nastro                    | Dina Averina | 24.700  | Alina Harnasko | 23.200  | Dina Averina                                                                                               | 22.600  |
| Team                      | Russia Dina Averina Arina Averina Lala Kramarenko Anastasiia Bliznyuk Anastasiia Maksimova Angelina Shkatova Anastasiia Tatareva Karina Metelkova Olga Karaseva | 305.675 | Bielorussia Alina Harnasko Anastasiia Salos Arina Tsitsilina Hanna Haidukevich Anastasiia Malakanava Anastasiia Rybakova Hanna Shvaiba Karina Yermolenka | 290.575 | Israele Linoy Ashram Nicol Zelikman Karin Vexman Yuliana Telegina Yana Kramarenko Ofir Dayan Natalie Raits | 286.650 |
| Concorso a squadre senior | Russia Anastasiia Bliznyuk Anastasiia Maksimova Angelina Shkatova Anastasiia Tatareva Karina Metelkova Olga Karaseva                                            | 90.250  | Italia Alessia Maurelli Martina Centofanti Agnese Duranti Martina Santandrea Daniela Mogurean                                                            | 87.450  | Israele Karin Vexman Yuliana Telegina Yana Kramarenko Ofir Dayan Natalie Raits                             | 87.400  |
| 5 palle                   | Bulgaria Simona Dyankova Laura Traets Madlen Radukanova Stefani Kiryakova Erika Zafirova                                                                        | 47.500  | Russia Anastasiia Bliznyuk Anastasiia Maksimova Angelina Shkatova Anastasiia Tatareva Karina Metelkova Olga Karaseva                                     | 47.275  | Israele Karin Vexman Yuliana Telegina Yana Kramarenko Ofir Dayan Natalie Raits                             | 46.150  |
| 3 cerchi e 4 clavette     | Israele Karin Vexman Yuliana Telegina Yana Kramarenko Ofir Dayan Natalie Raits                                                                                  | 46.150  | Bulgaria Simona Dyankova Laura Traets Madlen Radukanova Stefani Kiryakova Erika Zafirova                                                                 | 45.950  | Italia Alessia Maurelli Martina Centofanti Agnese Duranti Martina Santandrea Daniela Mogurean              | 43.375  |

## Medagliere
| Pos.   | Paese       | Oro | Argento | Bronzo | Totale |
| ------ | ----------- | --- | ------- | ------ | ------ |
| 1      | Russia      | 9   | 2       | 2      | 13     |
| 2      | Israele     | 2   | 2       | 5      | 9      |
| 3      | Bulgaria    | 1   | 5       | 0      | 6      |
| 4      | Bielorussia | 0   | 2       | 4      | 6      |
| 5      | Italia      | 0   | 1       | 1      | 2      |
| Totale | Totale      | 12  | 12      | 12     | 36     |